# Strikeout

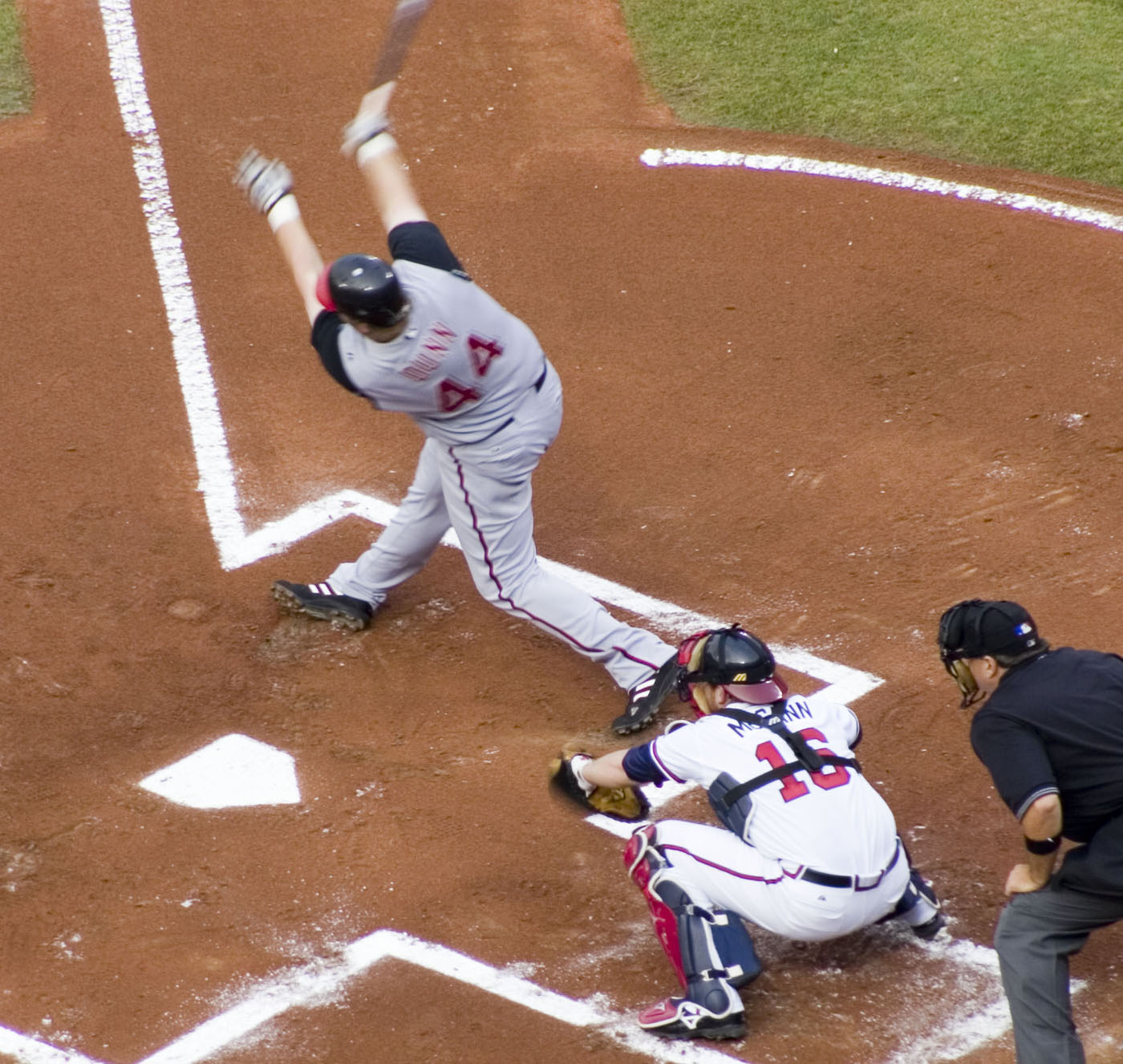
Zapolowy Adam Dunn (wówczas w Cincinnati Reds) wykonuje nieudany zamach na narzuconą przez miotacza piłkę.

Strikeout (w skrócie SO lub K) – w baseballu i softballu wyeliminowanie (wyautowanie) pałkarza po narzuceniu trzech strike’ów, przed narzuceniem czterech balli (narzut wykonany poza strefę strike’ów).
Strike następuje wtedy, gdy:
1. pałkarz wykonał nieudany zamach na narzut miotacza (w tym przypadku narzut ten może być wykonany poza strefę strike)
2. miotacz narzucił piłkę w strefę strike’ów
3. pałkarz zalicza faul (wybicie piłki poza pole gry), jeśli ma mniej niż dwa strike'i

## Rekordowe osiągnięcia
Najwięcej strikeoutów w jednym meczu MLB – 21 – wykonał Tom Cheney (Washington Senators) w trwającym 16 zmian spotkaniu przeciwko Baltimore Orioles w 1962 roku.
W regularnym, 9-zmianowym meczu rekordzistami są dwaj zawodnicy: Roger Clemens, który dwukrotnie uzyskał 20 strikeoutów (w 1986 i 1996 roku), oraz Kerry Wood (1998).